# 헌팅턴 센터
헌팅턴 센터(Huntington Center)는 미국 오하이오주 털리도에 위치한 실내 경기장이다. 현재 ECHL 털리도 월아이의 홈경기장으로 사용되고 있다.